# Хромова, Лариса Николаевна
Лариса Николаевна Хромова (16 июня 1940 — 28 августа 2020) — советская и молдавская театральная актриса, заслуженная артистка Молдавской ССР (1975).

## Биография
Лариса Хромова родилась в 1940 году в городе Саратове. После окончания средней школы в декабре 1957 года Хромова поступает в драматическую студию при Государственном Саратовском драматическом театре им. К. Маркса. Руководителем студии в то время был главный режиссёр этого театра, заслуженный деятель искусств РСФСР Николай Бондарев.
После окончания драматической студии в июне 1961 года первым театром актрисы был Брянский театр драмы им. А. К. Толстого. В нём она проработала с 1961 по 1964 год. Поворот в судьбе актрисы случился в 1964 году во время гастролей Брянского театра в Кишинёве (Молдавская ССР). Она была приглашена в Кишинёвский русский драматический театр им. Чехова и проработала в нём до декабря 1995 года. В 1975 году Лариса Хромова была удостоена звания заслуженной артистки Молдавской ССР.
Цитата из книги саратовской писательницы Р. Д. Кравцовой  «Живое сердце»:

Будучи уже заслуженной артисткой республики Молдовы, успешной актрисой, в репертуаре которой были такие спектакли как «Барабанщица», «Кошка на раскалённой крыше», «Каменный гость» и др., я поехала в Москву и поступила в ГИТИС им. Луначарского на заочное отделение театроведческого факультета… Попала на курс известного театрального критика профессора Эльяша Н. И. Помню, на собеседовании он задал мне только один вопрос: «Зачем вам это надо, ведь вы — играющая актриса?» А у меня был период какой-то недостаточности, я искала себя.

В 1985 году Лариса Хромова успешно оканчивает ГИТИС по специальности театроведа истории театрального искусства. После ухода из театра она все свободное время посвятила организации детской драматической студии, а именно Театра-студии в кишинёвском лицее им. В. Лупу.
27 октября 1994 года была награждена медалью «За гражданские заслуги».
Цитата из книги саратовской писательницы Р. Д. Кравцовой  «Живое сердце»:

Ларису Николаевну поистине можно назвать одной из культовых личностей республики, человеком, посвятившим свою жизнь русскому театру. Вот уже много лет она делает всё возможное, чтобы русское слово продолжало жить на молдавской земле.

Многие годы Лариса Хромова являлась одним из режиссёров мероприятий, посвящённых Дню славянской письменности и культуры в Молдавии.